# ESforce
ESforce Holding — российский киберспортивный холдинг, основанный Антоном Черепенниковым.

## Деятельность и активы
Холдинговая компания объединяет все ключевые направления киберспортивного бизнеса, в состав её активов входят:
- Студия RuHub, специализирующаяся на киберспортивных трансляциях[3];
- Киберспортивный медиапортал (СМИ) Cybersport.ru;
- Компания Epic Esports Events, занимающаяся организацией турниров EPICENTER;
- Киберспортивно-развлекательный комплекс VK Play Арена (бывшая Yota арена[4]) в Москве — крупнейшая киберспортивная арена в России в 2020-х годах[5].

До 2019 года холдинг ESforce владел частью немецкого киберспортивного клуба SK Gaming.
До осени 2022 года холдинг ESforce владел киберспортивным клубом Virtus.pro (он был продан практически по балансовой стоимости).

## История холдинга
В 2010 году капитан одной из старейших российских киберспортивных команд Virtus.pro Алексей Колесников (Lex) встретился с предпринимателем и бывшим профессиональным игроком Антоном Черепенниковым. После кризиса 2008-го команда потеряла спонсоров. По итогам разговора Черепенников решил за счет собственных средств возродить Virtus.pro. После возрождения команды Антон Черепенников собрался объединить свою компанию с активами Александра Кохановского, основателя украинской команды Natus Vincere (Na’Vi). На двоих они имели несколько команд, студию трансляции киберспортивных соревнований и компанию-организатора турниров.
После сделки в 2015 Черепенников и Кохановский организовали холдинг, который получил название ESforce. Проектом заинтересовался холдинг USM Holdings миллиардера Алишера Усманова, который инвестировал в Virtus.pro 100 млн долларов. ESforce приобрел медиаправа и право на продажу рекламы клуба Natus Vincere, а также 66 % акций немецкого киберспортивного клуба SK Gaming. В 2016 году в Москве ESforce организовал первый международный турнир по киберспорту EPICENTER, призовой фонд которого составил $500 тыс. После этого компания Epic Esports Events, входящая в структуру ESforce, проводит ежегодно два турнира EPICENTER по ключевым киберспортивным дисциплинам Dota 2 и CS:GO. В конце 2016 года к составу холдинга ESforce присоединились сервисные порталы для обмена внутриигровыми предметами — CS:GO Lounge и Dota 2 Lounge. Помимо этого ESforce принадлежала компания Fragstore, производящая и продающая киберспортивную атрибутику, а также торгующая компьютерными устройствами и аксессуарами.
В 2017 году был создан очередной актив холдинга — первая в России киберспортивная арена общей площадью 5000 м². Стоимость строительства Yota Arena составила 10 млн долларов. В конце 2017 года по соглашению сторон права в отношении клуба Na’Vi были возвращены в Zero Gravity Group под управлением Александра Кохановского, а сам Кохановский позднее вышел из состава директоров холдинга ESforce.
В январе 2018 года компания Mail.ru Group выкупила 100 % холдинга ESforce за 100 млн долларов. ESforce остался самостоятельным холдингом в рамках структуры Mail.ru Group. В 2018 году Epic Esports Events провела первый в России турнир категории Major — EPICENTER XL — с призовым фондом $1 млн. Его выиграла китайская команда по Dota 2, принадлежащая французскому ФК «Пари Сен-Жермен», — PSG.LGD.
В январе 2019 года принадлежащие ESforce акции немецкого киберспортивного клуба SK Gaming были проданы автомобильному концерну Daimler и футбольному клубу «Кёльн». По итогам сделки последний из основателей ESforce — Антон Черепенников — окончательно перестал участвовать в работе холдинга, который к тому моменту возглавил Эмин Антонян.
В июле 2019 года Mail.ru Group передала компании Modern Pick 51 % холдинга ESforce, продавшего к тому моменту бизнес киберспортивной атрибутики (Fragstore). Совокупная стоимость продажи бизнесов ESforce в 2018—2019 гг. превысила $10 млн, после чего итоговая оценка холдинга составила $110 млн. Условия сделки предполагали переоценку доли через три года: если совокупная выручка за 2022 год ниже определённого порога или Modern Pick не выполнит условия привлечения средств и консолидации активов, Mail.ru Group вправе выйти из объединённой компании и получить свою долю обратно. Издание РБК отмечало, что компания Modern Pick позиционирует себя как европейского производителя компьютерных игр, однако была основана россиянином — бизнесменом Денисом Гамобрамовым; опрошенные журналистами аналитики полагали, что целью сделки является укрупнение бизнеса. В феврале 2020 года стало известно, что сделка отменена и Mail.ru Group сохраняет 100 % ESforce.
16 сентября 2022 года киберспортивный клуб Virtus.pro пропал с сайта ESforce, а в СМИ появились сообщения о назначении Арама Караманукяна новым CEO и инвестором клуба. По данным отчётности VK за 2022 год, Сумма сделки составила 174 млн рублей.